# Mieczysław Łopatka
Mieczysław Edwin Łopatka (Drachowo, 10 ottobre 1939) è un ex cestista e allenatore di pallacanestro polacco.

## Carriera
Con la Polonia ha disputato quattro edizioni dei Giochi olimpici (Roma 1960, Tokyo 1964, Città del Messico 1968, Monaco 1972), i Campionati mondiali del 1967 e tre edizioni dei Campionati europei (1963, 1965, 1967).

## Palmarès

### Giocatore

#### Squadra
- Campionato polacco: 2

Śląsk Breslavia: 1964-65, 1969-70

#### Individuale
- Polska Liga Koszykówki MVP: 2

Śląsk Breslavia: 1964-65, 1968-69
- FIBA World Cup All-Tournament Teams: 1

1967

### Allenatore
- Campionato polacco: 8

Śląsk Breslavia: 1976-77, 1978-79, 1979-80, 1980-81, 1990-91, 1991-92, 1992-93, 1993-94